# جوشوا مورير
جوشوا مورير (بالألمانية: Joshua Maurer) (20 سبتمبر 1996-) هو متزلج قفز كندي.

## روابط خارجية
- جوشوا مورير على موقع الاتحاد الدولي للتزلج (القفز التزلجي) (الإنجليزية)
- جوشوا مورير على موقع الاتحاد الدولي للتزلج (التزلج النوردي المزدوج) (الإنجليزية)